# Ермаков, Сергей Николаевич
Серге́й Никола́евич Ермако́в (род. 4 октября 1937, станция Дёма, Башкирская АССР) — государственный деятель, глава муниципального образования «Город Ульяновск» (1991—1996; 2005—2010).

## Биография
Родился 4 октября 1937 года в семье рабочего на станции Дёма Башкирской АССР (ныне Дёмский район города Уфы).
Отец — путевой обходчик, мать — домохозяйка.
В 1945 году поступил в среднюю школу № 26 на станции Кропачёво Челябинской области.
В 1953 году поступил в Железнодорожное училище в городе Златоуст Челябинской области. По его окончании в 1955 году работал слесарем, помощником машиниста в локомотивном депо Златоуст.
С 1960 года помощник машиниста электровоза, в последующем — машинист электровоза Куйбышевской железной дороги (Октябрьск). Одновременно проходил обучение во Всесоюзном заочном институте инженеров железнодорожного транспорта (Москва), окончил в 1968 году.
В 1979 году назначен заместителем начальника службы локомотивного хозяйства Куйбышевской железной дороги.
В 1985 году Коллегией Министерства путей сообщения назначен начальником Ульяновского отделения Куйбышевской железной дороги.
В 1990 году избран председателем Ульяновского горисполкома.
В 1991 году Указом Президента России назначен Главой администрации (мэром) Ульяновска. В 1996 году проиграл выборы на должность мэра города. 
В 1993 был избран и до 1995 года работал в качестве депутата Совета Федерации Федерального Собрания РФ.
В 1997 году как депутат Законодательного Собрания Ульяновской области избран заместителем Председателя Законодательного Собрания Ульяновской области, в марте 2000 года перешёл на работу в предприятие.
В марте 2004 года избран депутатом Законодательного Собрания Ульяновской области.
5 декабря 2004 года избран главой муниципального образования «Город Ульяновск». Получил известность инициативой по скашиванию одуванчиков в городе. 22 марта 2010 года оставил должность мэра в связи с истечением полномочий.
Депутатом законодательного собрания первого созыва был до 1999 года. Не был избран депутатом второго созыва и в марте 2000 года принят на работу в ООО «Диатомит-инвест» на должность инженера технолога. И после этого в феврале 1997 году перешёл на работу на постоянной основе в Законодательное Собрание. 
2011 год председатель Общественной палаты Ульяновской области. 27 мая 2011 года снял с себя полномочия председателя и вышел из состава Палаты.
В 2022 году присвоено звание «Почётный гражданин Ульяновской области».

## Обвинения в сексуальных домогательствах
В мае 2011 года был обвинен в сексуальных домогательствах координатором проекта партии «Единая Россия» — «Мамы рекомендуют» Евгенией Миланской.
25 мая последней было подано заявление в прокуратуру Ульяновской области.
6 июня 2011 года СУ СК России по Ульяновской области было принято решение об отказе в возбуждении уголовного дела в связи с отсутствием признаков преступления.